# Hada wittmeri
Hada wittmeri är en fjärilsart som beskrevs av Köhler 1947. Hada wittmeri ingår i släktet Hada och familjen nattflyn. Inga underarter finns listade i Catalogue of Life.